# Jahlani Tavai
Jahlani Tavai (Inglewood, 28 settembre 1996) è un giocatore di football americano statunitense che milita nel ruolo di linebacker per i New England Patriots della National Football League (NFL).

## Carriera universitaria
Tavai al college giocò a football con gli Hawaii Warriors dal 2015 al 2018. Concluse la sua carriera al secondo posto nella storia dell'istituto con 391 placcaggi.

## Carriera professionistica

### Detroit Lions
Tavai fu scelto nel corso del secondo giro (43º assoluto) del Draft NFL 2019 dai Detroit Lions. Debuttò come professionista partendo come titolare nella gara del primo turno contro gli Arizona Cardinals mettendo a segno 3 tackle e un sack su Kyler Murray. La sua stagione da rookie si chiuse con 58 placcaggi, 2 sack, un intercetto e un fumble forzato in 15 presenze, 6 delle quali come titolare.

### New England Patriots
Il 1º settembre 2021 Tavai firmò con i New England Patriots.